# Луций Лициний Мурена
Луций Лициний Мурена (на латински: Lucius Licinius Murena; * 105 пр.н.е.) е политик на късната Римска република.
От 83 до 81 пр.н.е. той е при баща си Луций Лициний Мурена, когато е управител на римската провинция Азия и води война против Митридат VI от Понт. През 75 или 74 пр.н.е. е квестор, след това 65 пр.н.е. e легат на Луций Лициний Лукул в третата Митридатова война и претор. През 64 пр.н.е. e управител на провинция Нарбонска Галия. През 63 пр.н.е. кандидатства успешно за консулата за следващата година. Той е обвинен в противозаконно кандидатстване, но е успешно защитен от Марк Тулий Цицерон (Реч за Мурена), Марк Лициний Крас и Квинт Хортензий Хортал, така че през 62 пр.н.е. заема службата си като консул. Автор е на закона lex Junia Licinia.